# Pycnophyes carinatus
Pycnophyes carinatus är en djurart som tillhör fylumet pansarmaskar, och som beskrevs av Carl Zelinka 1928. Pycnophyes carinatus ingår i släktet Pycnophyes och familjen Pycnophyidae. Inga underarter finns listade i Catalogue of Life.